# Leopold Waber
Leopold Waber (Mährisch-Neustadt, Moravië 17 maart 1875 - Wenen 12 mei 1945) was een Oostenrijks politicus (GDVP). Hij was van 1924 tot 1926 vicekanselier.
Waber, die sinds 1898 als ambtenaar werkzaam was op het departement van Financiën, promoveerde in 1907 tot doctor in de rechten. Hij was vicevoorzitter van de ambtenarenvakbond en voorzitter van de belangengroep van Duitstaligen, de Deutscher Volksbund.
Van 1911 tot 1918 was hij lid van de Rijksraad van Cisleithanië en van 1918 tot 1919 had hij zitting in de Voorlopige Nationale Vergadering van Duits-Oostenrijk. Vervolgens was hij in de jaren 1919 tot 1920 lid van de Grondwetgevende Nationale Vergadering. Ook was hij van 30 oktober 1918 tot 15 maart 1919 onderstaatssecretaris in de staatsregering-Renner I. In 1921 werd Waber in de Nationale Raad (lagerhuis) gekozen voor de GDVP.
In de daaropvolgende jaren was Waber bondsminister van Binnenlandse Zaken (1921-1922), Justitie (1922-1923) en vicekanselier en minister van Justitie (1924-1926). Van 1926 tot 1930 was hij derde voorzitter van de Nationale Raad.
Leopold Waber overleed kort na de Tweede Wereldoorlog, op 12 mei 1945 in Wenen.